# Molnár Péter (labdarúgó)
Molnár Péter (Komárom, 1983. december 14. –) magyar labdarúgó, kapus.

## Pályafutása
2004-ig a Komáromi FC, 2004 és 2013 között a Győri ETO labdarúgója volt. 2010–11-ben kölcsönben a BFC Siófok játékosa volt. 2013 és 2018 a Paksi FC, 2018 és 2020 között a BFC Siófok csapatában szerepelt. A 2012–13-as idényben tagja volt a Győri ETO bajnokcsapatának.

## Sikerei, díjai
Győri ETO
- Magyar bajnokság
  - bajnok: 2012–13